# سنمیو-رکی
سنمیو-رکی ((به ژاپنی: 宣明历 Senmyō-reki)، تقویم ژوانمینگ، در نسخه ژاپنی آن، یک تقویم چینی گاه‌شماری شمسی–قمری در چین در قرن نهم و همچنین در پادشاهی کویو در کره استفاده می‌شد. در ژاپن از اواخر قرن نهم تا اواخر قرن هفدهم مورد استفاده قرار گرفت.
در چین، تقویم ژوانمینگ ماقبل آخری بود که در دودمان تانگ مورد استفاده قرار می گرفتدر سال ۸۹۳ با تقویم چونگ ژوان (Chongxuan曆) جایگزین شد که تا پایان سلسله تانگ و پس از آن استفاده می‌شد.

## ژاپن
این تقویم در سال ۸۵۹ (میلادی) وارد ژاپن شد. سلطنت امپراتور سیوا.استفاده از آن تا سال ۱۶۸۵ ادامه یافت و پس از آن، گاه‌شماری جوکیو، اولین تقویمی که به‌طور خاص برای ژاپن توسعه یافت، جایگزین شد. در آن نقطه تقویم حدود دو روز در اشتباه بود.